# 吉林大学法学院
吉林大学法学院，原为吉林大学法律系。1988年经原国家教委批准，吉林大学法律系改建为吉林大学法学院。吉林大学法学院为中国法学重镇，附设教育部人文社科重点研究基地吉林大学理论法学研究中心 （页面存档备份，存于）。现任院长何志鹏。
吉林大学法学院是中国法学教育“五院四系”之一，是传统的老牌法学强校。在教育部第四轮学科评估中，吉大法学获评A-级,法律（专业学位）获评A级。

## 歷史
1948年东北人民大学司法系成立后，即面向东北解放区开始招生，学制定为二年，1948年12月第一届学员开学。
1951年始，法律系的教学向更加正规方向迈进。暑假后开始招收四年制学员。
1953年春开始，根据学校关于全面开展向苏联学习的要求，采用苏联教材作为教本。另外在专业设置方面，当时设“法律”一个专业，下设国家法、刑法、民法三个教学方向，学习期限为四年。
1953年7月，在林礼昭同志带领下，选送到中国人民大学法律系读研究生的十二名同志毕业归校，按当时教学计划要求基本上开全了法律系的专业课，同年10月原设立的教研组全部扩建为教研室。
1959年9月根据高教部的要求，吉林大学本科专业学科由四年改为五年，法律系按规定开始招收五年制本科生。
1965年10月法律系根据学校2月10日的决定，迁往市郊柏家屯农场实行半农半读制度。
1973年起至1976年，法律系相继招收了四届工农兵大学生，学制为三年，学生由全国各地选送。
1977年吉林大学开始招收四年制本科学生。
1979年9月，法律系开始招收硕士研究生。
1980年9月增设了国际法专业，开始招收了国际法专业本科生。成立了国际法教研室。